# Леонид Первомайский
Леони́д Первома́йский (укр. Леонід Первомайський; настоящие имя и фамилия — Илья́ Шлёмович (Соломо́нович) Гуре́вич, укр. Ілля Шльомович Гуревич; 4 [17] мая 1908, Константиноград, Полтавская губерния — 9 декабря 1973, Киев) — украинский советский писатель и поэт. Лауреат Сталинской премии второй степени (1946).

## Биография
Родился 4 (17) мая 1908 года в Константинограде (ныне — Красноград, Харьковская область, Украина) в семье переплётчика и белошвейки.
В 1917—1920 годах учился в первых двух классах Константиноградский гимназии, в 1920—1922 годах — в семилетней трудовой школе. После школы работал на Карловском сахарном заводе, библиотекарем в Зачепиловском районном доме крестьянина, там же заведовал избой-читальней. В 1924 году вступил в комсомол. В 1925 году переехал в Лубны, где работал в рабочем клубе, секретарём редакции в газете «Красная Лубенщина», в окружкомах КП(б)У и ЛКСМУ. Тогда же вступил в Лубенский филиал Союза крестьянских писателей «Плуг». В 1926 году перебрался в Харьков, где работал в редакции детского журнала «Красные цветы». Принадлежал к литературному объединению «Молодняк».
В годы Великой Отечественной войны был на фронте, работал корреспондентом радиовещания Юго-Западного и Донского фронтов и военным корреспондентом газеты «Правда». Интендант третьего ранга (1941).
Член КПСС с 1954 года.
Умер 9 декабря 1973 года. Похоронен в Киеве на Байковом кладбище.
Зять — писатель-сатирик Эльрад Пархомовский.

## Творческая деятельность
Дебютом в литературе можно считать прозаическое эскиз «А над полем выстрел…», напечатанный в 1924 году в газете «Красный юноша» (Полтава). Первый сборник рассказов «Комса» вышел в 1926 году, первый сборник стихов «Терпкие яблоки» — в 1929 году. Первая пьеса «Комсомольцы» увидела сцену в 1930 году. За два года — с 1926 по 1928 год — вышло шесть отдельных изданий рассказов и повестей. Печатался в журнале «Кривбасс» — один из первых авторов.
Философский роман о героике и буднях войны «Дикий мёд» был экранизирован. В послевоенные годы роман в стихах «Молодость брата» (1947) и цикл стихов «Под чужим небом» подвергались критике за идейные ошибки.
Выступал также как литературный критик и публицист (книги размышлений «Из дневника поэта» (1956), «Творческие будни» (1967)), но, вне собственного творчества, больше всего прославился как переводчик. Благодаря его работе на украинском языке увидели свет произведения Ф. Вийона, Ш. Петёфи, Ю. Фучика, Низами Гянджеви, М. Ю. Лермонтова, В. В. Маяковского, Г. Гейне, баллады славянских и других народов мира.

### Произведения
- Сборники стихов:
  - «Тёрпкие яблоки» (1929);
  - «Героические баллады» (1932);
  - «Новая лирика» (1937);
  - «Барвинковый мир» (1940);
  - «Земля» (1943);
  - «День рождения» (1943);
  - «Солдатские песни» (1946);
  - «Слово» (1960);
  - «Уроки поэзии» (1968);
  - «Древо познания» (1971);
- Поэма «Трипольская трагедия» (1929) — о героическом походе комсомольцев против кулацких банд;
- Сборники рассказов:
  - «Комса» (1926);
  - «Пятна на солнце» (1928);
  - «В уездном масштабе» (1930);
  - «Верная кровь» (1944);
  - «Огни на Карпатах» (1945);
  - «Рассказы разных лет» (1960);
  - «Вместо стихов о любви» (1962).
- Роман «Дикий мёд» (1963) — о подвиге советского народа в Великой Отечественной войне;
- Книга «Творческие будни» (1967);
- Пьесы:
  - «Комсомольцы» (1929);
  - «Неизвестные солдаты» (1931);
  - «Ваграмова ночь» (1934);
  - «Олекса Довбуш» (1940);
  - «Начало битвы» (1942).

## Награды
- Сталинская премия второй степени (1946) — за стихотворные сборники «Земля» (1943) и «День рождения» (1943);
- орден Красного Знамени (13.09.1943);
- орден Отечественной войны I степени;
- орден Трудового Красного Знамени (28.10.1967);
- орден «Знак Почёта» (24.11.1960);
- медали.